# Tabernaemontana stapfiana
Tabernaemontana stapfiana är en oleanderväxtart som beskrevs av James Britten. Tabernaemontana stapfiana ingår i släktet Tabernaemontana och familjen oleanderväxter. Inga underarter finns listade i Catalogue of Life.